# Rák Zoltán
Rák Zoltán (Nagyszalonta, 1985. augusztus 11. –) magyar színművész.

## Életpályája
1985-ben született Nagyszalontán. 2006-ban végzett a Pesti Magyar Színiakadémián. Diplomáját 2009-ben szerezte a Kaposvári Egyetem színművész szakán. 2009-től a nyíregyházi Móricz Zsigmond Színház tagja.

## Fontosabb színházi szerepei
- William Shakespeare: Romeo és Júlia... Páris
- William Shakespeare: Macbeth... Lennox
- William Shakespeare: Lear király... Oszvald
- Molière: Tartuffe... Lőrinc
- Wolfgang Amadeus Mozart: A varázsfuvola... Papageno
- Arthur Miller: A salemi boszorkányok... Parris tiszteletes
- Arthur Miller: Az ügynök halála... Bernard
- Georges Feydeau: A balek... Gustave
- Neil Simon – Cy Coleman – Dorothy Fields: Édes Charity... Oscar
- Neil Simon: A Napsugár fiúk... Ben Clark
- Bohumil Hrabal: Túl zajos magány... 2. professzor; Törött kezű apa
- John Whiting: Az ördögök... Urbain Grandier (a Szent Péter templom vikáriusa)
- Frederick Knott: Várj, míg sötét lesz!... Mike (úriember, de nem talpig)
- Martin McDonagh: A kripli... Bobby-baba
- Martin McDonagh: Párnaember... Katurian
- Michael Frayn: Függöny fel!... Garry Lejeune
- Francis Veber: Balfácánt vacsorára!... Pierre Brochant
- Thomas Middleton: Asszony asszonynak farkasa... Bíboros
- Warren Adler: A Rózsák háborúja... Rózsa János
- Lionel Bart: Olivér!... szereplő
- Petőfi Sándor: Tigris és hiéna... Vas, magyar úr; Milutin, szolga Borics házában
- Lengyel Menyhért: Lenni vagy nem lenni... Sobinski
- Szép Ernő: Lila ákác... Józsi
- Rejtő Jenő: Az ellopott futár... Mathias a furgonnal, Tanupipőke, Nagy Dög, Szpíker
- Örkény István: Kulcskeresők... Gyászhuszár II.
- Török Sándor: Ez az enyém!... Leveli Géza
- Szakonyi Károly: Adáshiba... Imrus
- Gádor Béla: Othello Gyulaházán... Szarka Béla (a minisztériumból)
- Sütő András: A szuzai menyegző... Katona 1.
- Egressy Zoltán: Idősutazás... Őr, Bemondó, Díszítő
- Tasnádi István: Kokainfutár... Fiú
- Lőrinczy Attila: Balta a fejbe... Szenes (Második bérgyilkos)
- Kardos Tünde: Seherezádé... Szultán
- Darvas Benedek – Pintér Béla: Parasztopera... Roland
- Galambos Attila – Szente Vajk: Meseautó... Péterffy Tamás
- Déry Tibor – Pós Sándor – Presser Gábor – Adamis Anna: Képzelt riport egy amerikai popfesztiválról... Manuel
- Csukás István – Kardos Tünde: Mirr-Murr kalandjai... Mirr-Murr
- Lázár Ervin: Szegény Dzsoni és Árnika... Dzsoni
- Ödön von Horváth: Mesél a bécsi erdő... Heirlinger Ferdinánd
- Huszka Jenő: Bob herceg... Lancaster
- Ábrahám Pál: Bál a Savoyban... Celestin Fourmint (ügyvéd)
- Fenyő Miklós – Tasnádi István: Aranycsapat... Karaj
- Szegedi-Szabó Béla: Johnny Ringo hazatér... Johnny Ringo

## Filmes és tévés szerepei
- A föld szeretője (2010) – Kismiklós
- Mintaapák (2021) – ügyfél

## Díjai és kitüntetései
- Soós Imre-díj (2014)[2]